# جووانی دی جنارو
جووانی دی جنارو (انگلیسی: Giovanni De Gennaro؛ زادهٔ ۱۴ اوت ۱۹۴۸) سیاست‌مدار، کارآفرین، بازرگان و مدیر ارشد اجرایی ایتالیایی است، که اکنون به‌عنوان رئیس هیئت مدیره شرکت فین‌مکانیکا فعالیت می‌کند.